# Lac Copaïs
Le lac Copaïs (en grec ancien : Κωπαΐς / Kōpaḯs ; grec moderne : Κωπαΐδα / Kopaḯda) était un marais plutôt qu'un lac situé au centre de la Béotie, en Grèce. Peu profond, 3,50 m en moyenne, le lac Copaïs était bordé de plusieurs marais et vasières. Il a été asséché en plusieurs phases à la fin du XIXe siècle.

## Histoire
Ce lac formait la continuité des plaines de Chéronée et d'Orchomène. Ses rives N/E et E étaient limitées par une série de baies sinueuses à falaises escarpée, dont les bases étaient percées de 23 fissures géologiques appelées « Catavothres », qui étaient des orifices naturels créés par des bouleversements successifs subis par le globe terrestre. Au voisinage de presque toutes ces « Catavothres », des vestiges de travaux anciens furent découverts. Le lac était alimenté par des fleuves et rivières, le Mélas, le Céphise, l'Hercyna, le Pontgia, le Palaros, le Lophis. Les Catavothres situées sur les rives NE et E servaient à évacuer le trop-plein en équilibrant son niveau. L'émissaire de "Karditza" permettait aux eaux de se déverser dans le lac « Hylicus », qui lui-même se déversait grâce à un autre émissaire dans le lac Paralimni situé en contrebas. Enfin, le "tunnel d'Anthédon" permettait aux eaux de rejoindre la mer Méditerranée en débouchant dans le détroit de Négrepont.

### Antiquité
Le lac doit son nom à la ville grecque antique de Copaïs, située sur une rive et dont l'existence est attestée dès les épopées homériques. La ville a manqué plusieurs fois de peu, d'être engloutie par les eaux du lac, au fil de son niveau et des fluctuations des contours des rives. Le géographe grec Strabon indique qu'à son époque, le lac mesure « trois cent quatre-vingts stades de circuit » et qu'il se jette dans le fleuve Céphise. Dès l'époque mycénienne, un bâtiment en forme de L (probablement une forteresse) est attesté sur l'îlot de Gla.
Le lac Copaïs était connu dans l'Antiquité pour receler plusieurs différentes espèces de poissons commercialisées jusqu'à Athènes, notamment des anguilles[réf. nécessaire].

### Assèchement auxXIXeetXXesiècles
Des travaux d'assèchement furent entrepris dans le passé à différentes époques, à partir de 1883 par des Français et 1889 par des Anglais, mais c'est à partir de 1930 que s'est terminée la dernière phase, exécutée par un groupement d'entreprises françaises et britanniques, dans le but de multiplier des canaux d'irrigation, pour récupérer l'eau des 3 rivières et créer une plaine de 200 km2 en terres fertiles pour la culture du maïs, riz, garance, tabac, et surtout coton. Lors des travaux entrepris à cette époque, des traces très anciennes ont été retrouvées montrant des murs de maçonneries cyclopéennes et des excavations dans un ancien sol argileux.
Trois canaux principaux creusés dans le fond traversent l'ancien lac sur tout son long :
- celui du Nord (rive gauche) reçoit Le Céphise et se transforme ensuite en commun avec Le Mélas ;
- celui du Centre creusé par excavation avec des levées de terre formant digues, et murs en maçonneries cyclopéennes reçoit l'Hercyne et traverse le centre de la dépression ;
- celui du Sud (rive droite) reçoit le Permesse, l'Olmée (Olmeios), et d'autres petits cours d'eau venant du mont Hélicon, le Caralios et le Lophis.

Les locaux de la "Compagnie française pour le dessèchement et l'exploitation du lac Copaïs" se trouvaient dans la ville d'Aliarte, en Béotie, et ont été reconvertis pour différentes associations locales, sociales et culturelles.

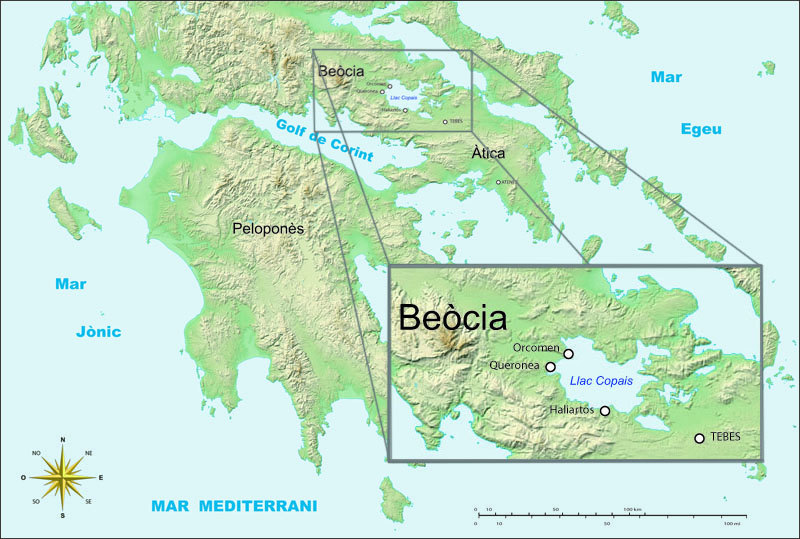
Situation du lac Copaïs.
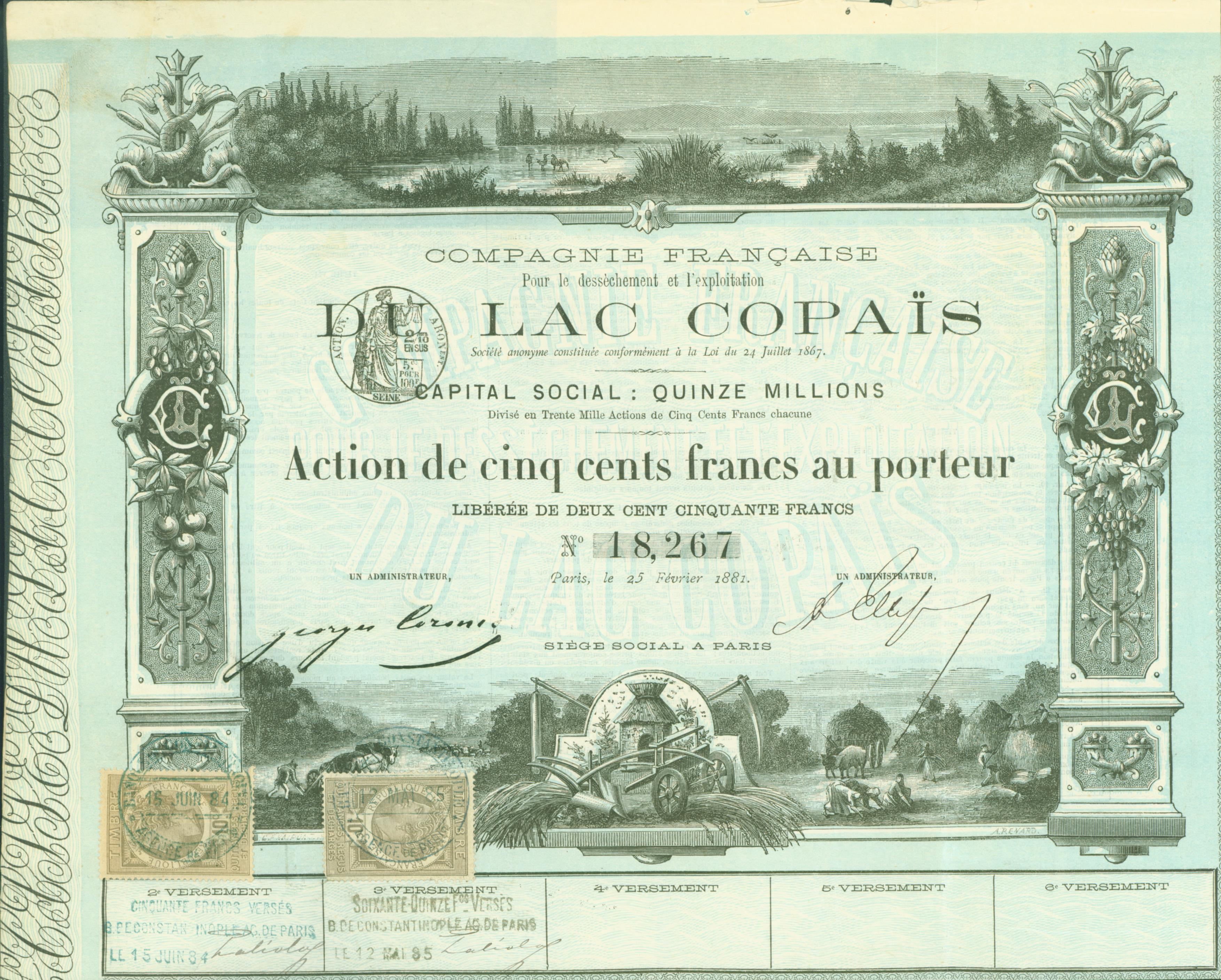
Action de la Comp. francaise pour le dessèchement et l'exploitation du Lac Copaïs en date du 25 février 1881.
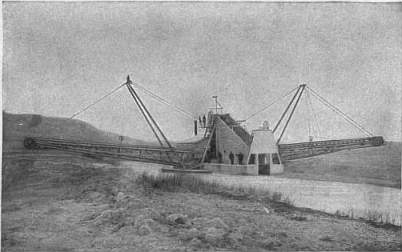
Photo ancienne montrant le Drainage d'un canal du lac Copaïs avec levée de terre, par les Britanniques en 1911.